# Tarmac Micmac
 (mai 2025).
Tarmac Micmac est une série télévisée d'animation franco-belge en 3D, réalisée par Jan Bultheel, produite par Team TO, Filmworken et Vivi Film avec la participation de TF1 et avec le soutien du Centre National de la Cinématographie, et diffusée de 2009 à juin 2010. 

## Fiche technique
- Réalisée par Jan Bultheel et Fabrice Fouquet
- Production TeamTO, Filmworken et Vivi Film
- Avec la participation de TF1
- Avec le soutien de la PROCIREP / ANGOA, du CNC, VAF et de la Région Rhône-Alpes
- Distribution internationale: Cake Entertainment

## Synopsis
Tous les animaux du monde se sont mis à voler. Comme ça, du jour au lendemain. 
Fred et Ned, deux lièvres que tout oppose, vivent dans une prairie que, par le plus grand des hasards, tous les animaux de la planète semblent confondre avec une piste d'atterrissage.
L'idée lumineuse leur vient alors de créer un véritable aéroport international ! Pour Fred et Ned, la plus folle des aventures ne fait que commencer... 

## Personnages
- Ned et Fred: Ned et Fred sont frères, même si ça ne se voit pas vraiment au premier abord. Ned est plutôt du genre débraillé, un peu grossier et pas vraiment vif… Fred avec sa carrure de grand maigre dont le corps semble aussi souple qu’un bâton, ne semble pas vraiment mieux loti. Tout comme leurs différents looks, Ned et Fred ont deux façons complètement différentes de voir les choses. Ned aime s’amuser et veut croquer la vie à pleines dents, mais chaque fois que Fred mord la vie à pleines dents, la vie mord en retour ! Désormais il grignote donc un peu plus timidement. Fred comble largement le comportement « décontracté » de Ned avec une grosse dose de stress. Comme la plupart des frères, Ned et Fred sont en conflit constant. Mais aussi comme la plupart des frères, ils ne peuvent pas vivre l’un sans l’autre.

Au bout de deux secondes séparés l’un de l’autre, ils se manquent déjà. En plus d’être frères, Ned et Fred ont une chose en commun – leur faible pour Cookie. Oubliez l’affection fraternelle, ou la honte, s’ils ont l’occasion de se faire bien voir par Cookie, c’est parti ! Tout est permis dans la conquête du premier amour. Fred et Ned ont leurs manières bien à eux d’essayer de conquérir Cookie, et ils sont aussi nuls l’un que l’autre. S’ils peuvent trouver une façon de l’impressionner, Ned avec une acrobatie maladroite, Fred avec un poème appris par cœur, mais quoi qu’ils fassent, ils passent complètement inaperçus. Elle est plus intéressée par rencontrer un voyageur venu d’un pays lointain et exotique que de jouer avec ces deux gamins. L’amour, ça fait mal. Et la tristesse, c’est moins triste à deux, alors finalement, c’est l’affection fraternelle que Fred et Ned partagent vraiment. Ned considère que son boulot est de faire en sorte que Fred ne transforme pas l’aéroport en un endroit déprimant, où l’on ne s’amuse pas. Résultat ? Il s’occupera du reste plus tard. Mais qui est ce qui doit toujours passer après lui pour tout remettre en ordre, qui, hein ? Evidemment, c’est Fred. Fred garde toujours tout en ordre.
- Cookie: une écureuil violet, c'est l'assistante de Fred et Ned, mais aussi leur petite protégée, et l'objet d'un engouement obsessionnel. Pour Ned, elle est jolie et sympa, pour Fred elle est brillante et cultivée. Son visage mignon et sa voix douce sont les premières choses que les visiteurs voient et entendent quand ils touchent le sol, elle est responsable de la tour de contrôle.  En tant que grande sœur de leur bon pote Boris, Cookie a toujours été inatteignable et « hors limites ». Les deux frères sont bouche bée devant sa beauté suprême. Ils se cassent constamment la figure en essayant de l'impressionner et peut-être de gagner son… cœur? Tout ça est totalement vain puisque Cookie n'est tout simplement pas intéressée. Ce que Cookie cherche vraiment c'est le mystère et l'aventure. Fred et Ned sont gentils et tout ça, mais ils ne sont juste pas assez énigmatiques.  Elle cherche quelqu'un de sophistiqué et de cultivé - et quel meilleur endroit pour cela qu'un aéroport international pour animaux. Cookie répète souvent qu'elle aime passer du temps avec des gens matures, mais quand on regarde bien, elle n'est pas si adulte que ça. C'est pourquoi à chaque fois qu'elle se retrouve à proximité d'un riche et beau voyageur, elle s'enthousiasme et se met à ricaner comme une gamine, et la seconde d'après elle fuit la moindre « relation sérieuse ».

- Hugues: Hugues est un loup bleu âgé qui a une bien mauvaise vue. Il a l'air grincheux et un peu à côté de la plaque au premier abord, mais son cœur est grand comme ça. Il veut juste s'assurer que les gamins ne créent pas trop de problèmes. Hugues dirige l'espace cafétéria de l'aéroport. Situé au deuxième étage de l’aéroport, c’est un lieu chaleureux et accueillant où les visiteurs peuvent se détendre. Hugues est aussi celui qu’on va voir pour arranger les embrouilles. Inévitablement, Hugues découvre toujours les situations inextricables au dernier moment. Ses problèmes de vue l'empêchent de tirer la sonnette d'alarme avant. Et les autres s'arrangent de toutes les façons pour lui cacher leurs bêtises. Quand il y a un problème, Fred et Ned essayent de s'en sortir en déformant la réalité. Un troupeau de cochons d'Inde qui arrivent pour un atterrissage en urgence ? Non, ça c'est juste une pluie de météorites… oui, les météorites couinent quand elles atteignent l'atmosphère…vous ne saviez pas ça ? Mais les lièvres essayent de ne pas aller trop loin quand même. S'ils se font prendre, qui sait ce dont le vieil Hugues est capable - après tout, c'est un loup. Il pourrait les inviter pour le petit déjeuner… Non pas qu'il ne puisse faire grand-chose avec son dentier de vieux loup, en fait ils ont plus peur de son haleine dévastatrice que de ses crocs.

- Moppet: Moppet fait tout ce qu'il peut. Vraiment. Ce cerf pré-pubère se voit comme un grand dur, mais dès qu'il gonfle le torse et fait son bagarreur, tout ce qu'il obtient c'est un « Ohhhh… comme tu es mignon ! ». Sa ramure chétive, sa voix de crécelle et son physique de crevette ne l'empêchent cependant pas de vous tenir tête si vous l'appelez « Moppet ». Comme tout bon stagiaire, Moppet est toujours prêt à relever tous les défis. Il ferait tout et n'importe quoi pour prouver qu'il n'est pas une mauviette. Vous avez pigé ? Fred et Ned sont bien contents de pouvoir tirer profit de son besoin de faire l'intéressant. Il faut se salir les mains (les pattes) ? Moppet est toujours partant… et un peu naïf. Parfois ils prennent même du plaisir à le mettre dans des situations juste pour le regarder s'en dépêtrer. Moppet a de l'énergie à revendre. Il sautille constamment dans tous les sens, et pose dix mille questions à la minute. Une fois que Moppet apprend à focaliser son énergie, personne ne l'arrête. La vérité, c'est qu'il est plus intelligent que Fred et Ned réunis(c'est juste qu'il ne faut pas qu'il le sache !) Il prendrait le contrôle de l'aéroport. S'il faut résoudre un problème, Moppet apporte la réponse avec la rapidité et la précision d'un génie. Alors tout le monde s'arrête et le regarde avec un air étonné(la plupart des gens n'attendent pas grand-chose de lui) du fait de son débit maladroit - mais le petit cerf est plus malin qu'il en a l'air…

- Babouin: Une babouin gris est le mécanicien de l’aéroport. Sa philosophie c’est « Si ce n’est pas cassé, réparons-le quand même ». Toujours à l’affût d’un nouveau projet, il adore recâbler, améliorer, et de manière générale, arranger toutes sortes de choses. Il manie très bien ses outils mais on ne peut pas dire qu’il soit « la banane la plus maligne du régime ». Ned est toujours bluffé de voir ce que fait Babouin, mais Fred panique quand Babouin installe des moteurs de Formule 1 sur les chariots à bagages à la suite d'une demande de Ned.

- Boris: Un ours brun et le petit frère (très) protecteur de Cookie (par adoption, bien sûr). Bien qu’il soit un vieil ami d’école de Ned et Fred, s’il découvrait que l’un ou l’autre cherchait à sortir avec elle, il les écraserait comme des baies des champs. Ned et Fred le savent et dès que Boris se montre, ils s’efforcent d’arrêter net leurs tentatives de flirt. Boris est plutôt timide à part ça, et parle peu aux voyageurs. C’est un type bien, mais il perd rapidement son sang froid.  Il y a des choses sur lesquelles on ne rigole pas avec Boris. Il s’occupe du magasin de souvenirs qui vend des cornes ou bois de rechange, des figurines de Ned et Fred, des kits « brosse à dents », etc. comme dans tout bon magasin.

- Les corneilles: Ce sont les trois femmes de ménage de l’aéroport, qui n’aiment pas travailler. Donc, elles passent leur temps perchées dans les arbresbordant la piste, en se plaignant et en commentant les allées et venues des voyageurs (en fait, seules deux des sœurs parlent, la troisième opine silencieusement du chef). Elles exècrent les touristes et détestent tout ce qui est nouveau. Leur point de vue est que tout allait mieux quand seuls les oiseaux savaient voler. Maintenant tout le monde vole, alors pourquoi est ce qu’elles se rabaisseraient à s’envoler elles aussi ?

- Les castors: Les castors sont les voisins râleurs d’à côté (Papa, Maman, Grand-père, Grand-mère et trois enfants dont un qui est fan de l’aéroport et ami de Moppet). Ils font tout ce qui est en leur pouvoir pour bouleverser l’activité quotidienne de l’aéroport. Un jour ils se sont servis de leurs compétences en charpenterie pour construire une clôture de 50 mètres, mais Ned a réglé le problème. Il en a simplement fait un mur d’escalade, qui est devenu une attraction touristique à succès… Jusqu’à ce qu’un troupeau d’éléphants indiens escaladeurs l’abattent.

Les castors ne supportent pas que l’aéroport pourrisse leur tranquillité, et sont toujours en train de comploter pour un jour réussir à s’en débarrasser quitte à tromper Moppet. 
- Les autres visiteurs: L’aéroport est un lieu de passage pour les « animaux volants » de toutes espèces. Ils ne partagent pas tous les mêmes aptitudes à voler. La technique adoptée par chaque animal est une source d’émerveillement – avec ou sans accessoires (comme l’éléphant, par exemple, qui vole en arrière, utilisant sa trompe comme une hélice). Certains voyageurs réguliers font des apparitions fréquentes dans la série, comme par exemple, le COUPLE DE PINGOUINS se disputant toujours, HULGA ’hippopotame phobique, et le CHIHUAHUA inspecteur d’aéroport.

## Liste des épisodes
- Chasse au trésor
- Ne pas déranger
- L'œuf surprise
- Silence, on dort !
- Hulga la froussarde
- Le bisou de moppet
- Le match du siècle
- Comme un pied
- La piste hantée
- L'admiratrice
- Les vacances de Moppet
- Igor Pingouinov
- Fête à l'aéroport
- Panique à l'aéroport
- Jeux interdits
- On a sauté sur la lune
- L'objet perdu
- Le radar ne répond plus
- Les doigts dans le nez
- Mon frère, ce héros
- Le chewing-gum porte bonheur
- Ma super petite amie
- Lapinou grandes oreilles
- Chacun chez soi
- Il faut sauver Hugues
- Ne me quitte pas

## Production et diffusion
La série a fait ses grands débuts sur TF1 en janvier 2010. La série a été vendue dans de nombreux pays, notamment en Suisse (TSR), Norvège (NRK), Finlande (YLE), Russie (La Culture), Hongrie (Minimax), Israël (Noga), Irlande (TG4) et Australie (Disney). C'est Cake Entertainment qui s'occupe des ventes de la série à l'international, sous le titre Hareport.